# Jeux panaméricains de 1999
Navigation
Édition précédente Édition suivante
Les 13e Jeux panaméricains, se sont tenus du 23 juillet au 8 août 1999 à Winnipeg, au Canada. La ville et le pays sont pour la seconde fois les hôtes de cet événement après l'édition de 1967. Les cérémonies d'ouverture et de clôture ont été organisées au stade de Winnipeg, où se sont tenues également les épreuves d'athlétisme.

## Déroulement
Les matchs de soccer se jouent au Ralph Cantafio Soccer Complex.

## Sports
| - Athlétisme (résultats) - Aviron - Badminton - Baseball - Basket-ball - Boxe anglaise (résultats) - Bowling - Canoë-kayak - Cyclisme (résultats) - Équitation - Escrime - Football - Gymnastique - Gymnastique artistique - Gymnastique rythmique - Haltérophilie - Handball - Hockey sur gazon - Karaté - Judo - Lutte | - Natation - Natation sportive - Natation synchronisée - Plongeon - Water polo - Pentathlon moderne - Racquetball - Ski nautique - Softball - Squash - Rink hockey - Roller - Taekwondo - Tennis (résultats) - Tennis de table - Tir - Tir à l'arc - Triathlon - Voile - Volley - Beach-volley - Volley-ball |

## Tableau des médailles
| Rang | Nation                 | Or  | Argent | Bronze | Total |
| ---- | ---------------------- | --- | ------ | ------ | ----- |
| 1    | États-Unis             | 106 | 110    | 79     | 295   |
| 2    | Cuba                   | 70  | 40     | 47     | 157   |
| 3    | Canada                 | 64  | 52     | 80     | 196   |
| 4    | Brésil                 | 25  | 32     | 44     | 101   |
| 5    | Argentine              | 25  | 19     | 28     | 72    |
| 6    | Mexique                | 11  | 16     | 30     | 57    |
| 7    | Colombie               | 7   | 17     | 18     | 42    |
| 8    | Venezuela              | 7   | 16     | 17     | 40    |
| 9    | Jamaïque               | 3   | 4      | 6      | 13    |
| 10   | Guatemala              | 2   | 1      | 1      | 4     |
| 11   | Bahamas                | 2   | 0      | 1      | 3     |
| 12   | Chili                  | 1   | 4      | 7      | 12    |
| 13   | Porto Rico             | 1   | 3      | 8      | 12    |
| 14   | République dominicaine | 1   | 3      | 6      | 10    |
| 15   | Équateur               | 1   | 2      | 5      | 8     |
| 16   | Bermudes               | 1   | 2      | 0      | 3     |
| 17   | Suriname               | 1   | 0      | 1      | 2     |
| 18   | Antilles néerlandaises | 1   | 0      | 0      | 1     |
| 19   | Pérou                  | 0   | 2      | 6      | 8     |
| 20   | Uruguay                | 0   | 1      | 3      | 4     |
| 21   | Barbade                | 0   | 1      | 1      | 2     |
| 21   | Panama                 | 0   | 1      | 1      | 2     |
| 23   | Îles Caïmans           | 0   | 1      | 0      | 1     |
| 23   | Honduras               | 0   | 1      | 0      | 1     |
| 25   | Costa Rica             | 0   | 0      | 1      | 1     |
| 25   | Salvador               | 0   | 0      | 1      | 1     |
| 25   | Trinité-et-Tobago      | 0   | 0      | 1      | 1     |